# Elliott Jaques
Elliott Jaques, né le 18 janvier 1917 à Toronto et mort le 8 mars 2003 à Gloucester dans le Massachusetts, est un médecin et psychosociologue canadien. Il est connu pour son article sur la crise de milieu de vie publié en 1963.

## Biographie
Elliott Jaques obtient son diplôme en 1935 à l'Université de Toronto. Il fait ses études de médecine et une spécialisation en psychiatrie à la Johns Hopkins School of Medicine avant de s’initier à la psychanalyse à partir de 1940 à travers les travaux d’Henry Murray. Il obtient un doctorat en relations sociales à l'université Harvard.
Il intègre, pendant la Deuxième Guerre mondiale, le corps médical de l’armée canadienne, qui l’envoie en Angleterre pour servir d’agent de liaison entre le service psychiatrique et le bureau du personnel. Il se forme comme psychanalyste avec Melanie Klein.
Il est membre fondateur du Tavistock Institute et y travaille de 1946 à 1951.
Il est connu pour son article sur la crise du milieu de la vie, publié en 1963.
Il est cofondateur, avec son épouse et collègue Kathryn Cason, du Requisite Organization International Institute en 1999.
Au cours de son travail avec l'armée américaine, Elliott Jaques a développé un processus scientifique ayant pour objectif de tester et mesurer la capacité humaine en utilisant une méthodologie appliquée dans le contexte de time-span of discretion. Cette approche a été notamment utilisée pour la sélection des généraux pour les forces armées américaines.
Lors de sa collaboration avec la société Glacier Metal Company, il a inventé la "théorie des systèmes stratifiés" de "l'organisation requise" . Cette découverte a pu permettre le lien entre la théorie sociale et la théorie des organisations.

## Publications
- The Life and Behavior of Living Organisms, A General Theory, 2002
- Social Power and the CEO, 2002
- Requisite Organization, 1988
- Human Capability, avec Kathryn Cason, 1994
- A General Theory of Bureaucracy, 1976[8]